# Séneçon cacaliaster
Senecio cacaliaster
Espèce
Classification phylogénétique
Le Séneçon cacaliaster ou Séneçon fausse-cacalie ou encore Séneçon de Croatie est une plante herbacée de la famille des Asteraceae. 

## Description
Le Séneçon cacaliaster est une plante vivace de 80 à 120 cm de haut à tige dressée et robuste pourvue de feuilles longues, effilées et finement dentelées. Les fleurs sont jaune pâle, regroupées en petits capitules en corymbe, et ne présentent pas de ligules (ce qui le distingue du séneçon de Fuchs). Les graines peuvent être emportées par le vent sur de longues distances (100 km).

## Habitat et répartition

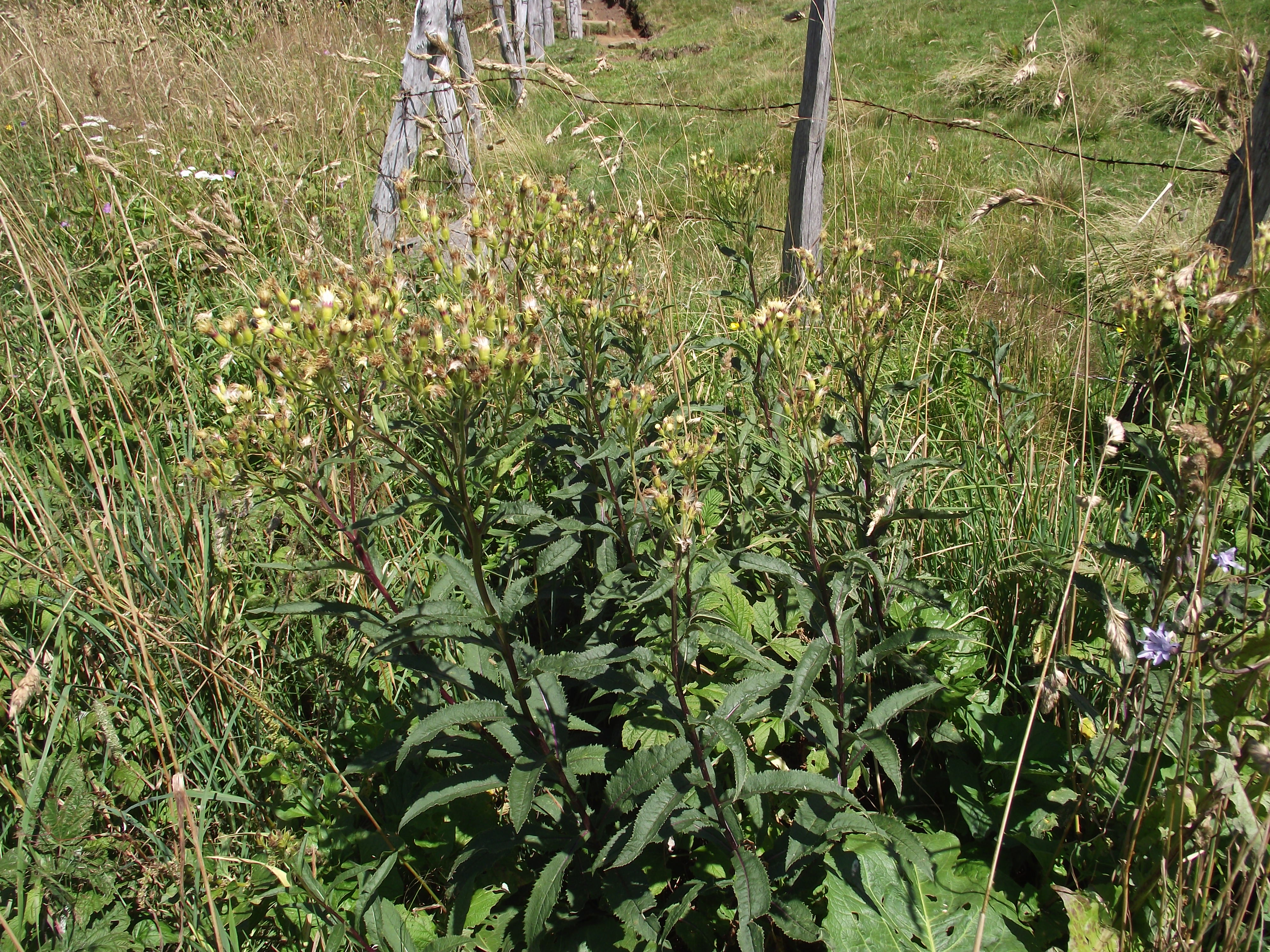
Senecio cacaliaster dans les monts Dore (Massif central). La plante est également bien présente dans les monts du Cantal et l'Aubrac.

En France, la plante n'est présente que dans le Massif central, au-dessus de 1 000 m, généralement sur sol volcanique, dans les clairières ou les lisières des hêtraies ou dans les mégaphorbiaies. Ailleurs en Europe, on ne la trouve guère que dans les Alpes orientales (Tyrol, Carinthie, Dolomites, Alpes juliennes) et en Croatie.